# Fécamp
Fécamp ist eine französische Stadt mit 17.961 Einwohnern (Stand 1. Januar 2022) im Département Seine-Maritime in der Region Normandie. Sie liegt auf Meereshöhe direkt am Ärmelkanal zwischen Dieppe und Le Havre. Die Stadt unterhält insgesamt drei Häfen: einen Handelshafen, einen Fischereihafen und einen Yachthafen.
Die Steilküste der Gegend ist als Alabasterküste bekannt. Das bekannteste Produkt aus Fécamp ist der hier destillierte Likör Bénédictine.

## Geschichte
Die Geschichte von Fécamp (von lat. fisiacampus, Feld des Feigenbaums) geht zurück bis in die 660er Jahre. Waningus, der ein enger Berater von König Chlothar III. war, gründete hier ein Frauenkloster. Er ließ eine Kirche und ein Kloster errichten, wo der Legende nach das Meer einen Feigenbaumstamm anspülte, der wieder Wurzeln schlug. In einer Ritze des Baums wurde ein Gefäß gefunden, das einige Blutstropfen Jesu Christi enthalten soll. Angeblich hat Josef von Arimathäa das Blut aufgefangen und das Gefäß während der Christenverfolgung in dem Feigenbaum versteckt. Nach 674 wurde Bischof Leodegar von Autun hier inhaftiert.
Dem klösterlichen Leben wurde jedoch zwischen 842 und 876 durch wiederholte Überfälle dänischer Wikinger ein Ende gesetzt.
Die Neugründung Fécamps geht zurück auf die Normannen. Wilhelm Langschwert, Sohn des Wikingers Rollo, ließ eine Kirche und ein Kloster errichten. Die Bauten wurden 990 fertiggestellt und der Altar am 15. Juni 990 geweiht.
Ab dem Beginn des 11. Jahrhunderts schloss sich die Abtei, mit Unterstützung der Herzöge der Normandie, der Kirchenreform an und entwickelte sich zum führenden, geistigen Zentrum der Normandie. Diese führende Rolle wird auch in der Wahl als Grablege durch die Herzöge Richard I. und Richard II. deutlich. Nach der Schlacht bei Hastings übertrug Wilhelm der Eroberer der Abtei vermehrt englischen Besitz, so unter anderem auch den Ort Hastings. Die Abtei und Kirche wurden wegen des großen Pilgerandrangs mehrfach erweitert. Wegen der prächtigen Ausstattung der Pilgerstätten wurde Fécamp mit Jerusalem verglichen.
Der spätere Papst Clemens VI. (Peter von Fécamps) wurde im Jahre 1326 Abt von Fécamps.
Der 1963 entdeckte Schatz von Fécamp enthielt unter den 8.584 Münzen, die geborgen werden konnten, auch 20 Denare und zwei Obole aus der Münzstätte Bourges. Alle wurden von Françoise Dumas untersucht und veröffentlicht.
Während der Besetzung Frankreichs durch die deutsche Wehrmacht im Zweiten Weltkrieg war der Hafen ein Evakuierungspunkt der Briten. Die Deutschen umzingelten die Stadt unbemerkt und wollten sie komplett zerstören. Nach gescheiterten Verhandlungen zur kampflosen Übergabe der Stadt kam ein Zivilist zu den Deutschen und bat, das Kloster und die Stadt selbst nicht zu beschießen, da die Engländer im Hafen wären. Die Folge war, dass der Hafen beschossen wurde. Zwei Zerstörer der Briten konnten stark beschädigt entkommen.

## Sehenswertes

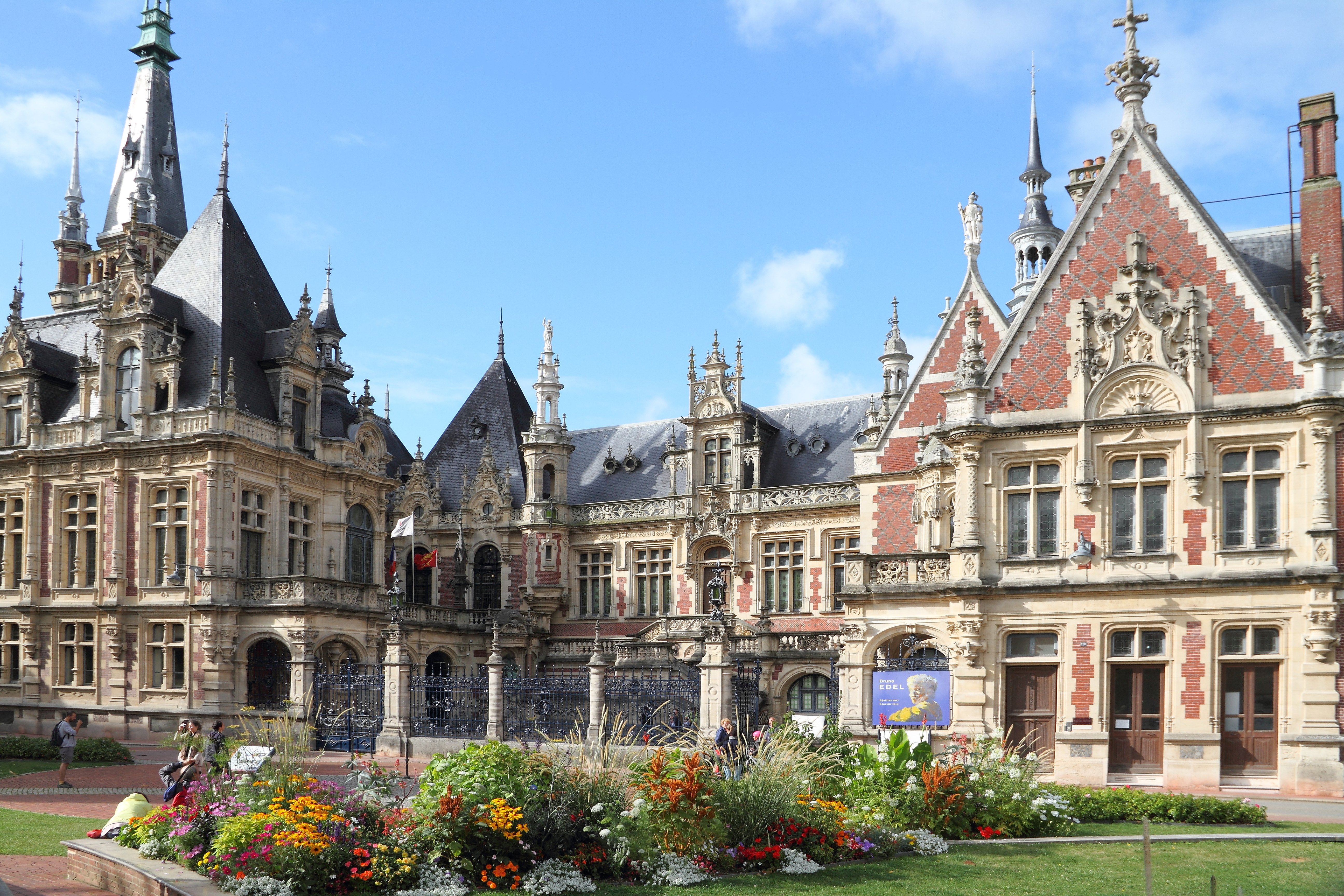
Palais Bénédictine.

Fécamp wurde vom französischen Kulturministerium als Stadt der Kunst und Geschichte ausgezeichnet.
- Die Abteikirche Sainte-Trinité wurde 1175 bis 1220 im normannischen Baustil errichtet. Die erhaltenen angegliederten Abteigebäude beherbergen heute das Rathaus der Stadt.
- Das historistische Palais Bénédictine stammt aus dem 19. Jahrhundert. Es ist ein Kunstmuseum, in dem vor allem mittelalterliche sakrale Kunst ausgestellt ist; außerdem ist dort die Brennerei des Kräuterlikörs DOM Bénédictine.
- Das Musée des Terre-Neuvas zeigt Ausstellungen zu den Themen Neufundland und Fischerei.
- Kap Fagnet erhebt sich 95 Meter über die Stadt. Dort sind u. a. Reste von Bunkern deutscher Radar-Standorte des Atlantikwalls aus dem Zweiten Weltkrieg mit vielen Erklärungen zu sehen.
- Die Kirche Saint-Etienne aus dem 16. Jahrhundert wurde zum Monument historique erklärt.

## Wirtschaft

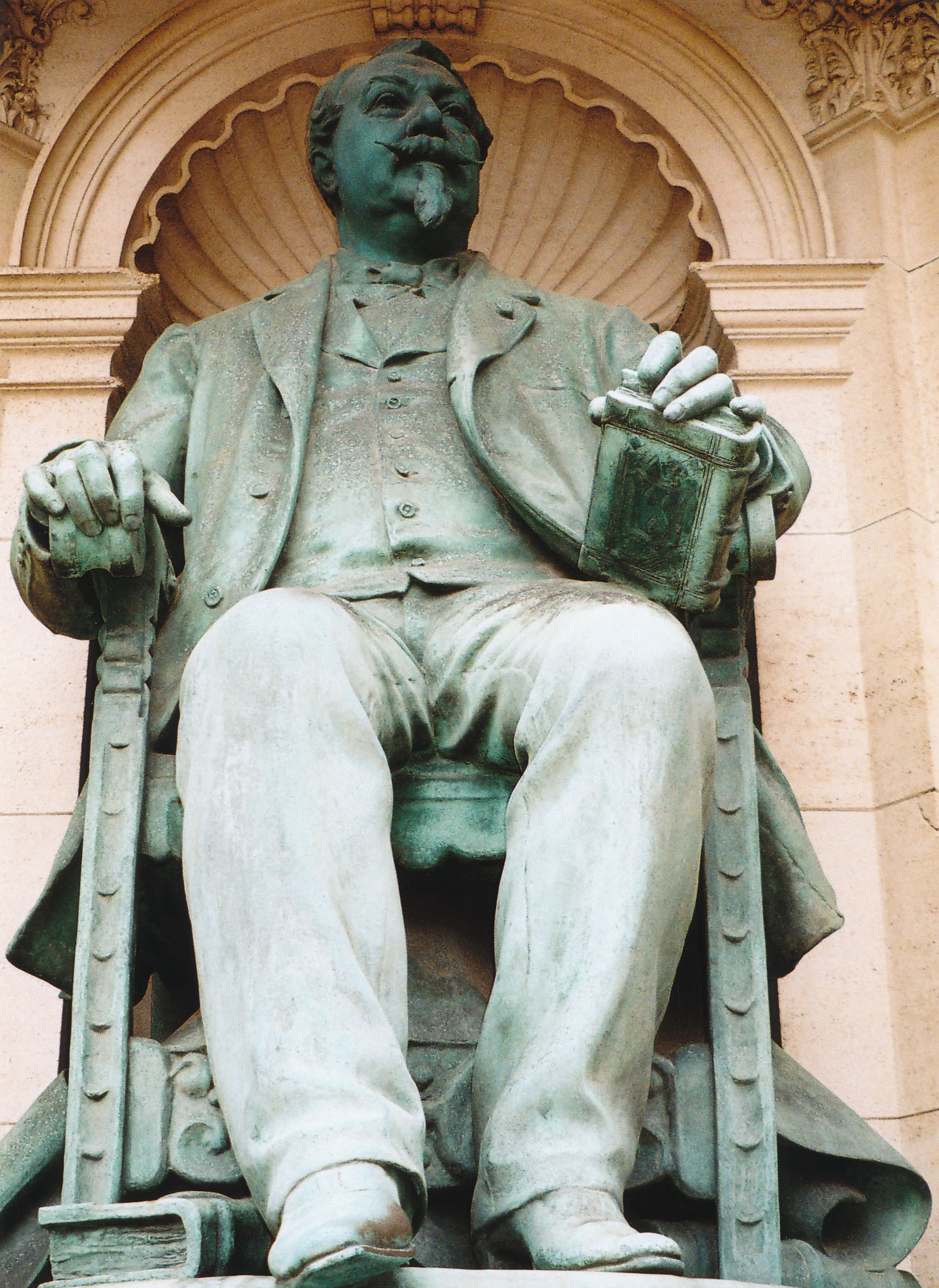
Alexandre Le Grand, Gründer des Palais Bénédictine

Bedeutende Einnahmequellen ergeben sich aus den Aktivitäten des Hafens, dessen Verwaltung der örtlichen Industrie- und Handelskammer Chambre de commerce et d'industrie (CCI) übertragen wurde. Er umfasst fünf Hafenbecken und neun Kais mit einer Länge von 80 bis 300 m. Die Einfahrt erfolgt über einen 220 m langen, 70 m breiten Hafenkanal. Der Hafen untergliedert sich in einen Handelshafen (zwei Becken, sieben Anlegestellen am Kai), einen Fischereihafen (drei Kais) und den Yachthafen Port de plaisance de Fécamp (drei Becken mit insgesamt rund 650 Liegeplätzen).

## Städtepartnerschaften
Partnerstädte von Fécamp sind:
- Rheinfelden (Baden) in Baden-Württemberg (Deutschland), seit 1963
- Mouscron in der belgischen Provinz Wallonien, seit 1969
- Vale of Glamorgan in Wales, seit 1958
- Putnok in Ungarn, seit 2004

## Persönlichkeiten
Söhne und Töchter der Stadt:
- Richard I., genannt Ohnefurcht (Sans Peur) (um 935 – 996), der erste Herzog der Normandie
- Claude Louis Michel de Sacy (1746–1794), Schriftsteller
- Alexandre Le Grand (1830–1898), Gründer des Palais Bénédictine
- Jean Lorrain (1855–1906), Schriftsteller und Dichter des Symbolismus
- Antonin Gosset (1872–1944), Chirurg, Klinikinhaber und Hochschullehrer[1]
- Adolphe Hélière (1891–1910), Radrennfahrer
- Patrick Schmidt (1907–1974), deutscher Beamter, Präsident des Statistischen Bundesamtes
- Pierre Carron (1932–2022), Künstler
- Marie-Andrée Morisset-Balier (* 1938), Organistin
- Étienne Chicot (1949–2018), Schauspieler, Komponist und Drehbuchautor
- Élisabeth Décultot (* 1968), Germanistin, Kunsthistorikerin und Literaturwissenschaftlerin
- David Belle (* 1973), Begründer des Parkour und Schauspieler
- Justine Triet (* 1978), Filmregisseurin
- David Martot (* 1981), Fußballspieler

Personen, die in Fécamp gewirkt haben:
- Johannes von Fécamp, Theologe, 1028–1078 Abt der Abtei Fécamp

Ehrenbürger
- Herbert Thomas King (1920–2001), Oberbürgermeister der Partnerstadt Rheinfelden (Baden)

## Trivia
Der Asteroid (6177) Fécamp wurde am 12. Januar 2017 nach der Stadt benannt.